# Daphne Scoccia
Daphne Scoccia (San Benedetto del Tronto, 31 marzo 1995) è un'attrice italiana. 
È stata candidata al David di Donatello per la migliore attrice protagonista 2017. 

## Biografia
Marchigiana di San Benedetto del Tronto, abbandona prima il liceo scientifico poi quello artistico, per trasferirsi infine a Roma. Si dedica a vari lavori, dall'operaia, la barista e la cameriera. Viene scoperta per caso da Claudio Giovannesi e dal suo casting director mentre erano a pranzo in un'osteria a Monteverde dove lavorava come cameriera. I due le propongono un provino per una parte nel film che Giovannesi vuole girare. 
Superato il casting, ottiene il ruolo da protagonista in Fiore, lungometraggio che tratta di una storia d'amore che nasce in un carcere giovanile. Il film viene presentato alla Quinzaine des Réalisateurs del Festival di Cannes 2016, dove viene accolto da dieci minuti di applausi. L'esordio cinematografico di Daphne le fa ottenere un plauso dalla critica e dal pubblico, oltre che l'ammirazione di Valerio Mastandrea che interpreta suo padre nel film: «Ha fatto sentire me un debuttante». Grazie a questa performance viene candidata al David di Donatello per la migliore attrice protagonista 2017 e vince sia il Premio Guglielmo Biraghi come migliore attrice esordiente ai Nastri d'argento 2017, sia il Ciak d'oro rivelazione dell'anno.
Il 15 giugno 2017 viene pubblicato il videoclip della canzone A forma di fulmine tratta dall'album Terra del gruppo Le luci della centrale elettrica, che la vede come protagonista unica. Nel 2020 il film Palazzo di giustizia debutta nella sezione Generation14plus del Festival di Berlino 2020 e per il ruolo di Angelina riceve la sua prima candidatura come migliore attrice protagonista ai Nastri d'argento 2021.
Nel 2022, prendendo parte al film La Dérive des continents (au sud) del regista svizzero Lionel Baier, torna alla Quinzaine des réalisateurs del Festival di Cannes 2022. Viene scelta dal regista Terrence Malick per il film The Way of the Wind, incentrato su alcuni episodi della vita di Gesù, ancora in post-produzione.

## Filmografia

### Cinema
- Fiore, regia di Claudio Giovannesi (2016)
- Niente di serio, regia di Laszlo Barbo (2017)
- Il colpo del cane, regia di Fulvio Risuleo (2019)
- Pupone, regia di Alessandro Guida (2019)
- Lontano lontano, regia di Gianni Di Gregorio (2019)
- Nel bagno delle donne, regia di Marco Castaldi (2020)
- La danza nera, regia di Mauro John Capece (2020)
- Palazzo di giustizia, regia di Chiara Bellosi (2020)
- Umami - Il quinto sapore, regia di Angelo Frezza (2021)
- La Dérive des continents (au sud), regia di Lionel Baier (2022)
- I nostri ieri, regia di Andrea Papini (2022)
- Il meglio di te, regia di Fabio Cortese (2023)
- Rido perché ti amo, regia di Paolo Ruffini (2023)
- Fuori, regia di Mario Martone (2025)
- The Way of the Wind, regia di Terrence Malick (in post-produzione)

### Televisione
- Il miracolo – serie TV, episodi 1x01 e 1x03 (2018)
- Nero a metà – serie TV (2018-in corso)
- Imma Tataranni - Sostituto procuratore, episodio 1x02 (2019)

### Cortometraggi
- Cristallo, regia di Manuela Tempesta (2017)
- Prenditi cura di me, regia di Mario Vitale (2018)
- Les Iles de Brissogne, regia di Juliette Riccaboni (2018)
- Via Lattea, regia di Valerio Rufo (2018)
- Piano terra, regia di Natalino Zangaro (2018)

### Videoclip
- Più in alto di Gio Evan (2017)
- A forma di fulmine de Le luci della centrale elettrica (2017)
- Tira di Roy Paci & Aretuska (2017)
- Scusate se non piango di Daniele Silvestri, regia di Valerio Mastandrea (2019)

## Riconoscimenti
- Bobbio Film Festival 2016 – Premio migliore attrice per Fiore
- David di Donatello 2017 – Candidatura come migliore attrice protagonista per Fiore
- Nastri d'argento 2017 – Premio Guglielmo Biraghi per Fiore
- Ciak d'oro 2017 – Rivelazione dell'anno per Fiore
- Nastri d'argento 2021 - Candidatura come migliore attrice protagonista per Palazzo di giustizia